# 曾经沧海
《曾经沧海》是中国大陆90后男歌手周深为电视剧《那片星空那片海2》演唱的片尾曲，于2017年10月2日作为迷你专辑《那片星空那片海第二季 电视原声带》中的一首歌曲在音乐平台发布。

## 背景和风格
《那片星空那片海》是改编自桐华同名小说的电视剧，共2季。周深演唱的《曾经沧海》是这部电视剧第二季的片尾曲和剧中的插曲，于2017年10月2日作为迷你专辑《那片星空那片海第二季 电视原声带》中的一首歌曲在音乐平台发布。
这首歌延续了周深歌曲的一贯风格，被凤凰网评价为“旋律、词曲都充满东方美学的韵味”，周深的发声空灵纯净又立体饱满，情感方面也是自然流淌且层层递进。
新浪娱乐评论周深“把笔墨之间的辗转化作呢喃细语”。
大学生活网写道：“周深的声音非常有辨识度”“这首《曾经沧海》既有大海的寂寥，还牵扯出了男女主感情的虐恋”。
2020年7月25日，周深出道六周年之际，举行了《周深“晚安 明天见”TME live 超现场》个人线上音乐会，现场演唱了《曾经沧海》。2020年8月6日，夜光家族的主持人光禹在飛碟電台的《宝藏周记》第5期节目中，介绍周深这次现场演唱的这首歌曲时说：“曾经沧海，你们有没有觉得周深带我们环游了全世界甚至环游到外太空，曾经的沧海都为歌，有没有，我们因为周深的歌声而感觉心灵内在是清澈的，是不是这种感觉。”

## 创作者
以下内容整理自QQ音乐：
- 演唱：周深
- 词：杨哲
- 曲：田昌晔
- 唱片公司：霍尔果斯

## 重要演出
整理自周深_星轨记录仪的《曾经沧海》四周年纪念微博：
- 2017年10月2日，歌曲发布当天，周深在《中国新歌声网络战队》决赛现场演唱《曾经沧海》。
- 2018年6月23日，周深在宿州汴河小镇音乐节现场演唱了此曲。
- 2020年7月25日，《周深“晚安 明天见”TME live 超现场》个人线上演唱会上，周深现场演唱了此曲。